# The Brecker Brothers
The Brecker Brothes fue una banda de Jazz fusion liderada por los hermanos Michael y Randy Brecker que obtuvo siete nominaciones a los premios Grammy.

## Trayectoria

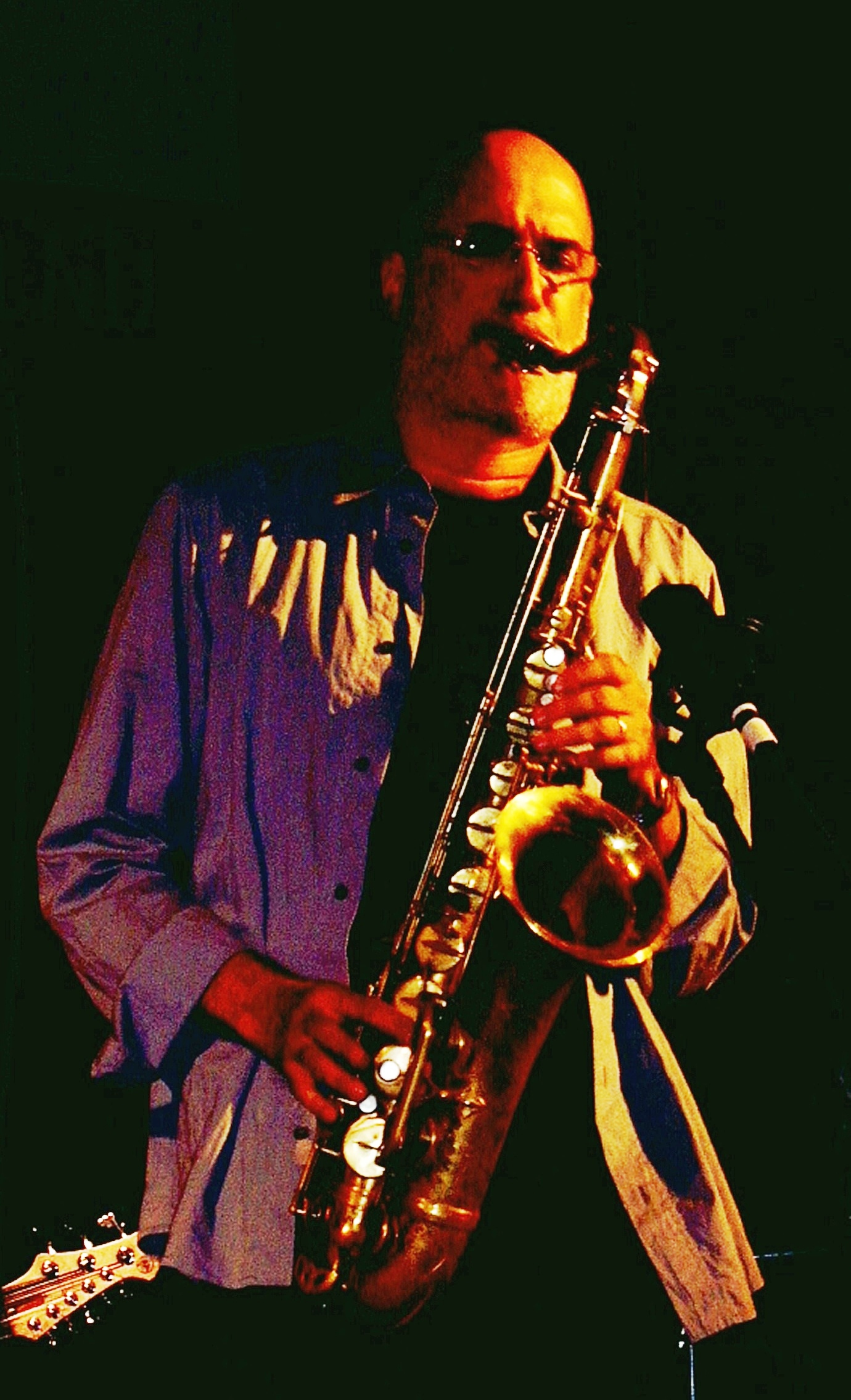
Michael Brecker.

Los hermanos Michael y Randy Brecker disfrutaban ya de un enorme éxito como reputados músicos de sesión cuando decidieron unirse en 1975 para editar el disco de debut de una banda que resultaría clave para entender el desarrollo posterior del jazz fusion estadounidense. El disco, titulado sencillamente "The Brecker Brothers" obtuvo excelentes críticas en la prensa especializada y contenía un tema que trazaba las líneas maestras de lo que iba a ser el estilo Brecker y que se acabaría convirtiéndose en uno de los temas más conocidos de la banda: Some skunk funk.
En 1977 editan "Back to back", un disco que pasó sin pena ni gloria, y un año más tarde "Don't Stop the Music", que contenía algunas de las composiciones más complejas de la banda y que fue calificado como uno de sus mejores trabajos. Tras "Blue Montreux", una grabación en directo donde contaban con importantes colaboradores como Mike Manieri o Larry Coryell sacan al mercado "Heavy Metal Bebop", una obra en la que la trompeta y el saxo electrónico tenían un especial protagonismo y que fue saludada por la crítica como una obra muy por delante de su tiempo. "Detente", de 1980 presentaba una nueva colección de las habituales e intrincadas composiciones y arreglos de los Brecker, mientras que "Straphangin'" se adentraba en terrenos más comerciales. En 1982 los hermanos Brecker se separan para continuar sus carreras por separado, pero diez años más tarde vuelven a formar la banda para editar "Return of the Brecker Brothers" bajo el nuevo sello GRP, un disco irregular que es acogido con tibieza por la prensa por sus coqueteos con el smooth jazz de corte más comercial. Dos años más tarde, y de nuevo bajo el sello GRP, ve la luz "Out of the Loop" que sería el último y definitivo disco de la banda.
Desde mediados de los 90, The Brecker Brothers se reúne con cierta frecuencia para participar en los más importantes festivales de jazz del planeta, pero el fallecimiento en 2007 de Michael, el hermano menor de los Brecker, pone punto final a la banda.

## Estilo y valoración

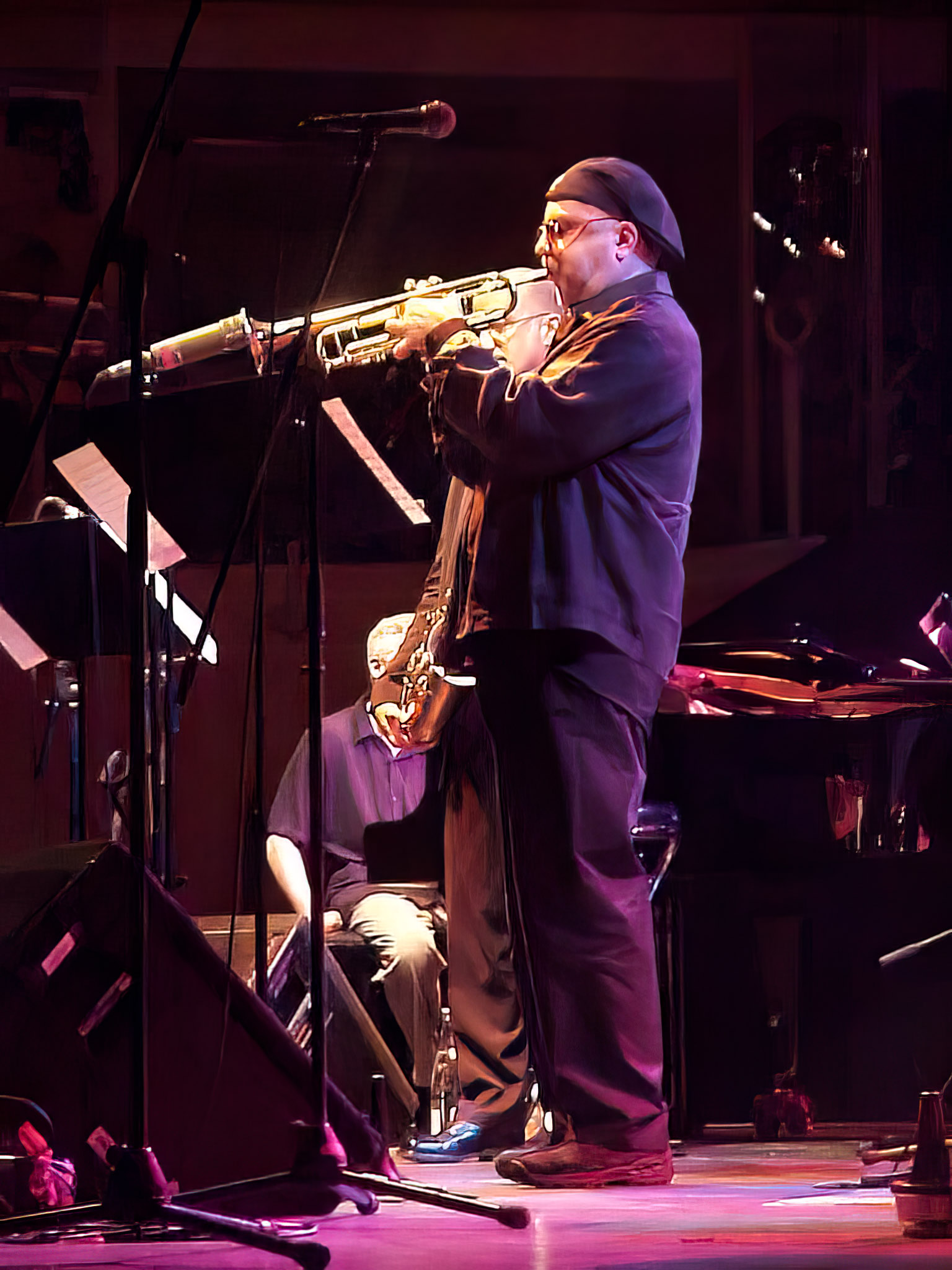
Randy Brecker.

Michael y Randy Brecker habían participado ya en un proyecto común antes de la constitución de The Brecker Brothers, el super-grupo neoyorquino Dreams, pero The Brecker Brothers fue el primer proyecto en el los hermanos se hacían cargo de todas las composiciones y los arreglos del grupo. Musicalmente, The Brecker Brothers Band podían ser una de las bandas más inteligentes y creativas de la escena fusion, y sus piezas más características -en su mayoría compuestas por Randy- contenían complicadas melodías, complejas armonías y resultaban estructuralmente impredecibles, presentando típicamente una singular mezcla de arreglos y motivos melódicos bop de endiablada dificultad sobre bases funky. La música de los hermanos Brecker era una inteligente combinación de esquemas formales pop, con improvisaciones del más alto nivel y sofisticadas composiciones. Con el discurrir del tiempo y el viraje hacia territorios cada vez más comerciales, la banda perdió parte de la credibilidad que había perdido ante una crítica que, sin embargo, no dudaba en seguir recomendando sus grabaciones.
The Brecker Brothers ha sido una banda de un enorme impacto e influencia, no sólo entre aficionados, sino también entre el colectivo de músicos, por la tremenda dificultad de ejecución que entrañan algunos de sus temas.

## Miembros
A través de las sucesivas encarnaciones de la banda han desfilado un buen número de músicos de primera fila, todo un catálogo de los mejores músicos de la escena fusion neoyorquina de las décadas de los 70, los 80 y los 90. Algunos de los más destacados son:
- Batería: Harvey Mason, Chris Parker, Steve Gadd, Lenny White, Alphonse Mouzon, Terry Bozzio, Steve Jordan, Dennis Chambers.
- Bajo: Will Lee, Neil Jason, Marcus Miller, James Genus, Armand Sabal-Lecco, Mike Pope, Matthew Garrison.
- Teclados: Don Grolnick, Paul Schaefer, George Duke, Mark Gray, Eliane Elias, George Whitty.
- Guitarra: Steve Khan, Hiram Bullock, Mike Stern, Larry Coryell.
- Percusión: Ralph McDonald, Sammy Figueroa, Rafael Cruz, Paulino Da Costa, Airto Moreira, Manolo Badrena, Don Alias.
- Vibráfono: Mike Manieri.
- Saxo: David Sanborn, Lou Marini.
- Voz: Luther Vandross, Patti Austin.

## Discografía
- The Brecker Brothers (Arista 1975)
- Back to Back (Arista 1976)
- Don't Stop the Music (Arista 1977)
- Heavy Metal Be-Bop (Arista 1978)
- Detente (Arista 1980)
- Straphangin (Arista 1981)
- Return of the Brecker Brothers (GRP 1992)
- Out of the Loop (GRP 1994)
- Electric Jazz Fusion (Lamey 1999)